# Combretum lanceolatum
Combretum lanceolatum là một loài thực vật có hoa trong họ Trâm bầu. Loài này được Pohl ex Eichler mô tả khoa học đầu tiên năm 1867.